# جيسيكا دوبسون
جيسيكا دوبسون (بالإنجليزية: Jessica Dobson)‏ هي عازفة بيانو أمريكية، ولدت في 1984 في لوس أنجلوس في الولايات المتحدة.

## وصلات خارجية
- الموقع الرسمي
- جيسيكا دوبسون على موقع ميوزك برينز (الإنجليزية)
- جيسيكا دوبسون على موقع أول ميوزيك (الإنجليزية)
- جيسيكا دوبسون على موقع ديسكوغز (الإنجليزية)